# ترور (مجموعه تلویزیونی ۱۴۰۲)
ترور یک مجموعه تلویزیونی (مینی‌سریال) ایرانی به نویسندگی آرش قادری، کارگردانی خیرالله تقیانی‌پور و تهیه‌کنندگی مجتبی امینی است که توسط سیمافیلم و آوینی فیلم ساخته شد. این مجموعه دربارهٔ قاسم سلیمانی است. نخستین قسمت آن، همزمان با سالگرد ترور وی در ۱۳ دی ۱۴۰۲ از شبکه یک پخش شد.
از ۱۶ دی ماه ۱۴۰۳ دوباره این سریال از شبکه سه سیما پخش شد.

## داستان
ترور یک مجموعه امنیتی است. این مجموعه دربارهٔ ترور نافرجام سردار سپهبد حاج قاسم سلیمانی (۱۳۳۵–۱۳۹۸)، فرمانده پیشین نیروی قدس سپاه پاسداران انقلاب اسلامی، است.

## بازیگران
| بازیگر         | نقش            |
| -------------- | -------------- |
| شهرام ابراهیمی | سبحان          |
| فرهاد قائمیان  | کسری           |
| نانت تومه      | هانا           |
| انوش معظمی     | کامبیز         |
| جعفر دهقان     | نوذر           |
| هدایت هاشمی    | آرسن زیاد      |
| محمدحسین لطیفی | مافوق ستوان    |
| مهدی سلوکی     | وکیل کسری      |
| رامین راستاد   | ‌‌ کارمند موساد  |
| افشین سنگ چاپ  | بنگاه‌دار کرمان |
| مانیا ریاحین   | تروریست        |